# Gare de Pepinster
La gare de Pepinster est une halte ferroviaire belge de la ligne 37, de Liège-Guillemins à Hergenrath (frontière), située sur le territoire de la commune de Pepinster, en Région wallonne dans la province de Liège.
C'est aussi le point de départ de la ligne 44 de Pepinster à Spa-Géronstère (et anciennement à Stavelot).
Elle est mise en service en 1843 par l'administration des chemins de fer de l'État belge. C'est une gare de la Société nationale des chemins de fer belges (SNCB) desservie par des trains InterCity (IC), Suburbains (S), Omnibus (L) et d’Heure de pointe (P).

## Situation ferroviaire
Établie à 142 m d'altitude, la gare de bifurcation de Pepinster est située au point kilométrique (PK) 20,252 de la ligne 37, de Liège-Guillemins à Hergenrath (frontière), entre les gares ouvertes de Nessonvaux et de Verviers-Central. Elle est également l'origine de la ligne 44, de Pepinster à Stavelot, désaffectée entre Spa-Géronstère et Stavelot. Elle est suivie par la gare de Pepinster-Cité sur la section en service de Pepinster à Spa-Géronstère.
C'est une gare en Y desservant les deux lignes à leur point de jonction.

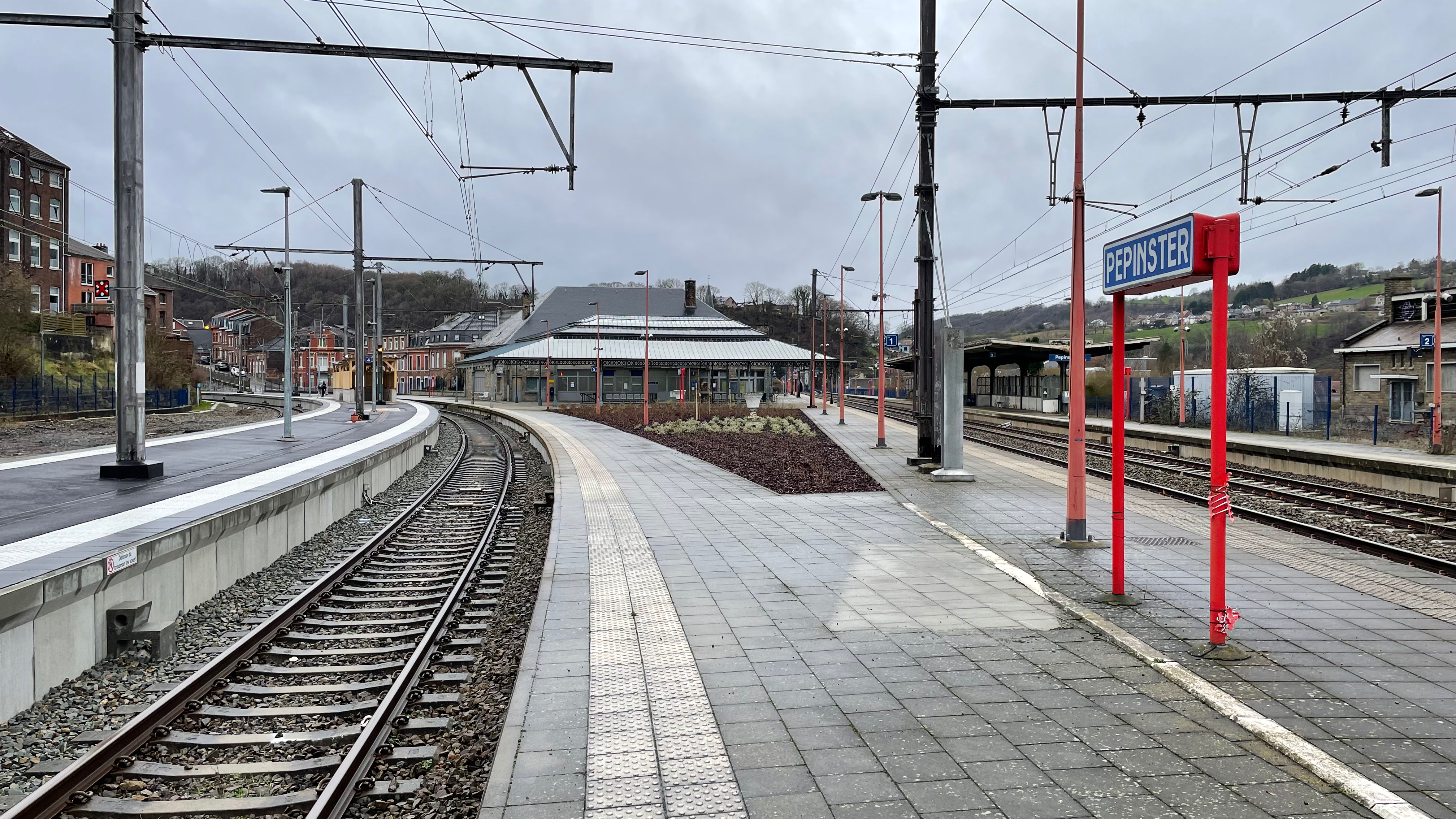
La pointe du Y.

## Histoire
La station de Pepinster est mise en service le 18 juillet 1843 par l'administration des chemins de fer de l'État belge, lorsqu'elle ouvre à l'exploitation la section de Chaudfontaine à Verviers-Ouest de sa ligne de Liège à la frontière prussienne. 
Le premier bâtiment, aux plans réalisés par Auguste Payen et inauguré en même temps que la ligne ressemblait beaucoup à celui, qui existe toujours, à Chaudfontaine. Il se trouvait à flanc de coteau, près du tunnel du chemin de fer, près de l'angle de la rue de la régence et de la rue Pierre Picqueray, à mi-chemin entre l'athénée et l'église. Les seules différences avec celui de Chaudfontaine résident dans la hauteur légèrement plus élevée des combles, éclairées par une rangée de petites baies rectangulaires, l'absence d'entablement commun et de fronton au-dessus des baies médianes de l'étage supérieur ainsi que la disposition différente des travées du soubassement lesquelles ont reprennent l'arrangement du dernier étage (regroupement des trois travées axiales) alors qu'elles sont équidistantes à Chaudfontaine. À l'origine, la vente des billets s'effectue au rez-de-chaussée tandis que la salle d'attente se situe au deuxième étage. Le service des postes et télégraphes occupe également le niveau de la rue tandis que l’appartement du chef de gare serait disposé dans une partie de l'étage supérieur. 
Elle devient gare de bifurcation avec l'ouverture par étapes de la ligne reliant la Gare de Spa du 24 octobre 1854 au 18 février 1855. La Compagnie du chemin de fer de Pepister à Spa construisit un autre bâtiment de gare en bois de l'autre côté des voies, là où la ligne vers Spa rejoint la ligne de Liège à la frontière allemande. À partir de 1857, la gare d'origine est désaffectée et son bâtiment servira durant dix ans d'école communale puis de maison. 
Face à l'augmentation de la desserte et au fait que les deux lignes desservant Pepinster appartenaient désormais à l’État belge, le bâtiment temporaire en bois est finalement remplacé en 1888 par un bâtiment voyageurs de style néo-renaissance flamande, utilisant la pierre de taille et la brique, qui dispose de marquises et d'une importante verrière pour abriter les voyageurs. Ce bâtiment dont le coût initial fut estimé à 77 314 fr, est implanté dans le triangle formé par la confluence des deux lignes de chemin de fer.
Le bâtiment de 1843 serait resté debout jusqu'à sa démolition en 1975,. Une partie en brique rouge du mur de soutènement à l'angle de la rue de la régence et de la rue Pierre Picqueray est un vestige du soubassement des quais de la gare d'Auguste Payen,. Les pierres de taille en chaînage à l'angle de ce mur, contre lequel est installé un monument consacré aux résistants, portent le même motif que celles de la gare de Chaudfontaine.
À la fin de la Seconde Guerre mondiale, la gare est incendiée en 1944 par l'armée allemande. La nouvelle gare, inaugurée en 1952, est construite sur les bases de l'ancienne, elle a notamment conservé l'ancienne verrière dont une partie n'avait pas été détruite par l'incendie. Ce vestige architectural et industriel a échappé à la démolition à la fin des années 1980 grâce à la mobilisation des habitants ; il est classé « monument » le 24 août 1989 et totalement restauré en 2000.
La cour à marchandises de la gare de Pepinster ferme au trafic commercial le 31 décembre 1985.
Depuis 2015, la gare de Pepinster n'est plus qu'une simple halte, sans guichet.

## Service des voyageurs

### Accueil
Le bâtiment voyageurs, avec guichet et salle d'attente a fermé aux voyageurs en 2015.

### Desserte
Pepinster est desservie par des trains InterCity (IC), Suburbains (S), Omnibus (L) et d’Heure de pointe (P) de la SNCB.
En semaine, la gare possède quatre dessertes cadencées à l'heure : des IC-12 entre Courtrai et Welkenraedt, des S41 (RER liégeois) entre Liège-Saint-Lambert et Aix-la-Chapelle, des S41 de Hasselt à Verviers-Central et des trains L de Spa-Géronstère à Verviers-Central dont deux paires continuent vers Welkenraedt aux heures de pointe auxquels s'ajoute un train P de Spa-Geronstère à Verviers-Central le matin. 
Les week-ends et jours fériés, la desserte se limite aux S41 entre Liège et Aix-la-Chapelle et L entre Spa-Géronstère et Verviers, au rythme d'un par heure.

### Intermodalité
Un parking pour les véhicules y est aménagé. Elle est desservie par des bus de l'Opérateur de transport de Wallonie (TEC).

## Comptage voyageurs
Ce graphique et tableau montre le nombre de voyageurs embarquant en moyenne durant la semaine, le samedi et le dimanche.
| Nombre de passagers qui embarquent à la gare de Pepinster | Nombre de passagers qui embarquent à la gare de Pepinster | Nombre de passagers qui embarquent à la gare de Pepinster | Nombre de passagers qui embarquent à la gare de Pepinster |
|                                                           | Semaine                                                   | Samedi                                                    | Dimanche                                                  |
| --------------------------------------------------------- | --------------------------------------------------------- | --------------------------------------------------------- | --------------------------------------------------------- |
| 1977                                                      | 1 311                                                     | 679                                                       | 874                                                       |
| 1978                                                      | 1 296                                                     | 685                                                       | 581                                                       |
| 1979                                                      | 1 459                                                     | 620                                                       | 650                                                       |
| 1980                                                      | 1 282                                                     | 572                                                       | 1 038                                                     |
| 1981                                                      | 1 387                                                     | 649                                                       | 471                                                       |
| 1982                                                      | 1 540                                                     | 565                                                       | 604                                                       |
| 1983                                                      | 1 493                                                     | 412                                                       | 553                                                       |
| 1984                                                      | 1 187                                                     | 286                                                       | 292                                                       |
| 1985                                                      | 1 247                                                     | 322                                                       | 279                                                       |
| 1986                                                      | 1 001                                                     | 286                                                       | 338                                                       |
| 1987                                                      | 1 167                                                     | 334                                                       | 346                                                       |
| 1988                                                      | 1 205                                                     | 291                                                       | 318                                                       |
| 1989                                                      | 1 353                                                     | 290                                                       | 319                                                       |
| 1990                                                      | 1 247                                                     | 222                                                       | 209                                                       |
| 1991                                                      | 1 237                                                     | 221                                                       | 218                                                       |
| 1992                                                      | 1 161                                                     | 324                                                       | 298                                                       |
| 1993                                                      | 1 144                                                     | 276                                                       | 218                                                       |
| 1994                                                      | 1 054                                                     | 342                                                       | 233                                                       |
| 1995                                                      | 986                                                       | 271                                                       | 216                                                       |
| 1996                                                      | 1 096                                                     | 210                                                       | 164                                                       |
| 1997                                                      | 1 109                                                     | 267                                                       | 198                                                       |
| 1998                                                      | 1 275                                                     | 319                                                       | 210                                                       |
| 1999                                                      | 1 096                                                     | 257                                                       | 218                                                       |
| 2000                                                      | 1 166                                                     | 260                                                       | 209                                                       |
| 2001                                                      | 881                                                       | 168                                                       | 181                                                       |
| 2002                                                      | 1 062                                                     | 183                                                       | 164                                                       |
| 2003                                                      | 954                                                       | 244                                                       | 202                                                       |
| 2004                                                      | 930                                                       | 237                                                       | 222                                                       |
| 2005                                                      | 962                                                       | 276                                                       | 211                                                       |
| 2006                                                      | 931                                                       | 237                                                       | 230                                                       |
| 2007                                                      | 993                                                       | 238                                                       | 238                                                       |
| 2008                                                      | -                                                         | -                                                         | -                                                         |
| 2009                                                      | 1 057                                                     | 303                                                       | 259                                                       |
| 2010                                                      | -                                                         | -                                                         | -                                                         |
| 2011                                                      | -                                                         | -                                                         | -                                                         |
| 2012                                                      | 1 030                                                     | 279                                                       | 260                                                       |
| 2013                                                      | 1 058                                                     | 271                                                       | 276                                                       |
| 2014                                                      | 1 159                                                     | 348                                                       | 317                                                       |
| 2015                                                      | 1 088                                                     | 433                                                       | 427                                                       |
| 2016                                                      | 1 179                                                     | 502                                                       | 493                                                       |
| 2017                                                      | 1 198                                                     | 429                                                       | 352                                                       |
| 2018                                                      | 1 334                                                     | 390                                                       | 374                                                       |
| 2019                                                      | 1 799                                                     | 385                                                       | 375                                                       |
| 2020                                                      | 832                                                       | 228                                                       | 337                                                       |
| 2021                                                      | -                                                         | -                                                         | -                                                         |
| 2022                                                      | 1 077                                                     | 379                                                       | 499                                                       |
| 2023                                                      | 1 113                                                     | 358                                                       | 282                                                       |
| 2024                                                      | 1 076                                                     | 422                                                       | 359                                                       |

## Galerie de photographies

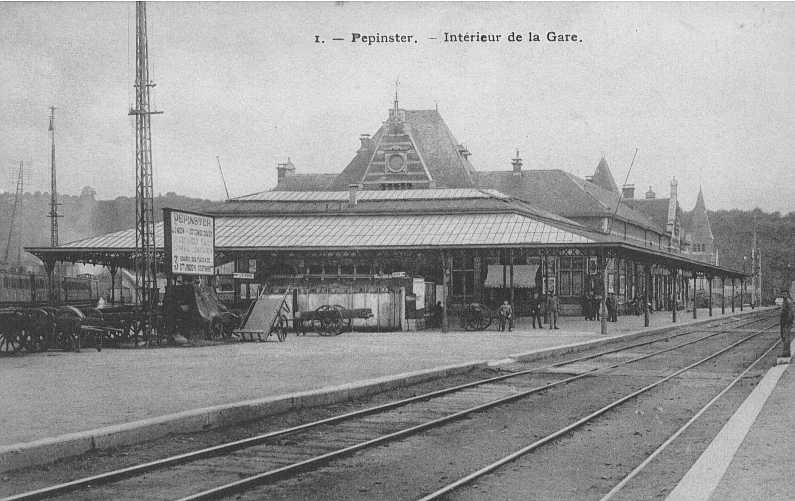
Bâtiment voyageurs vers 1900.
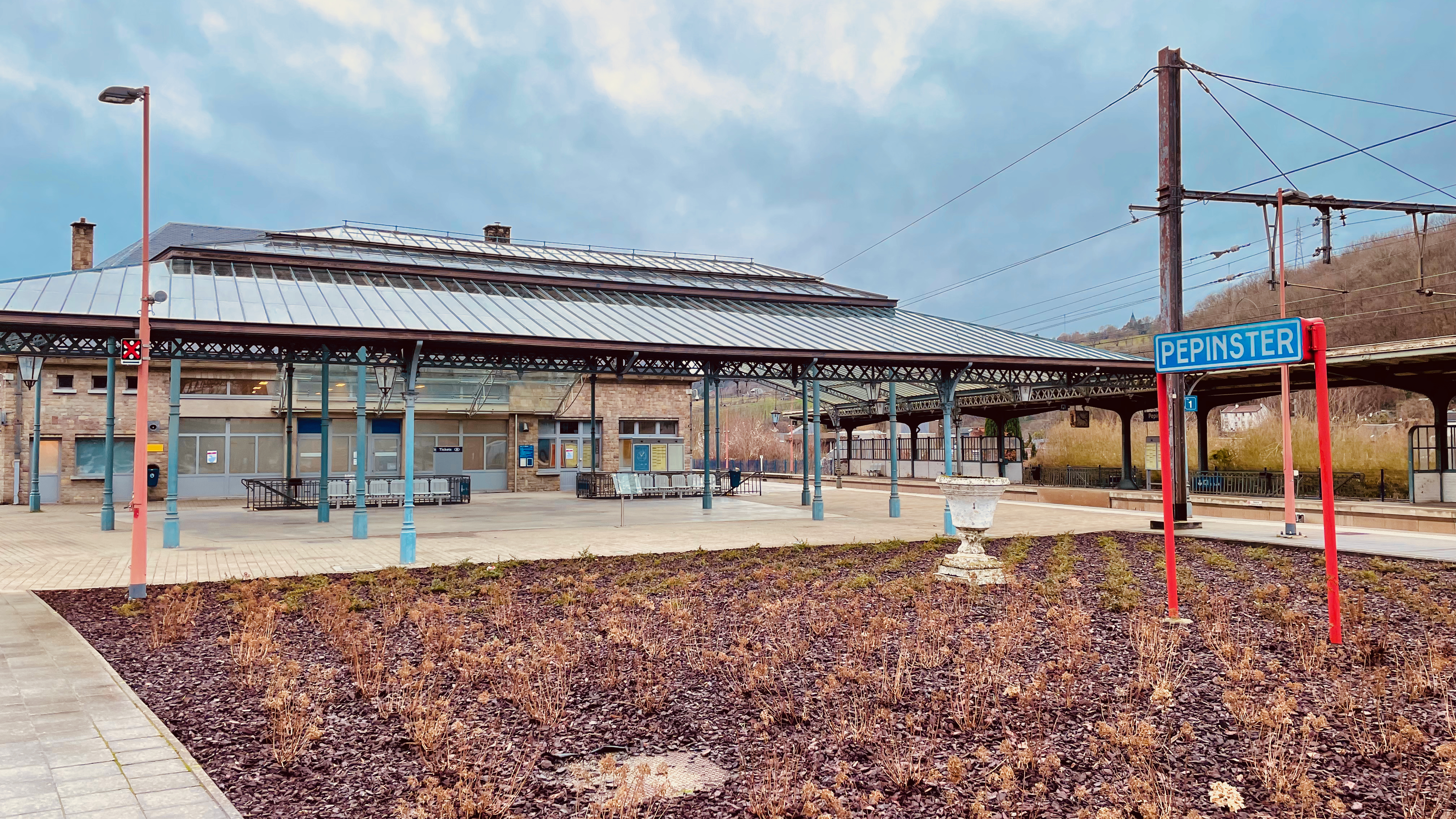
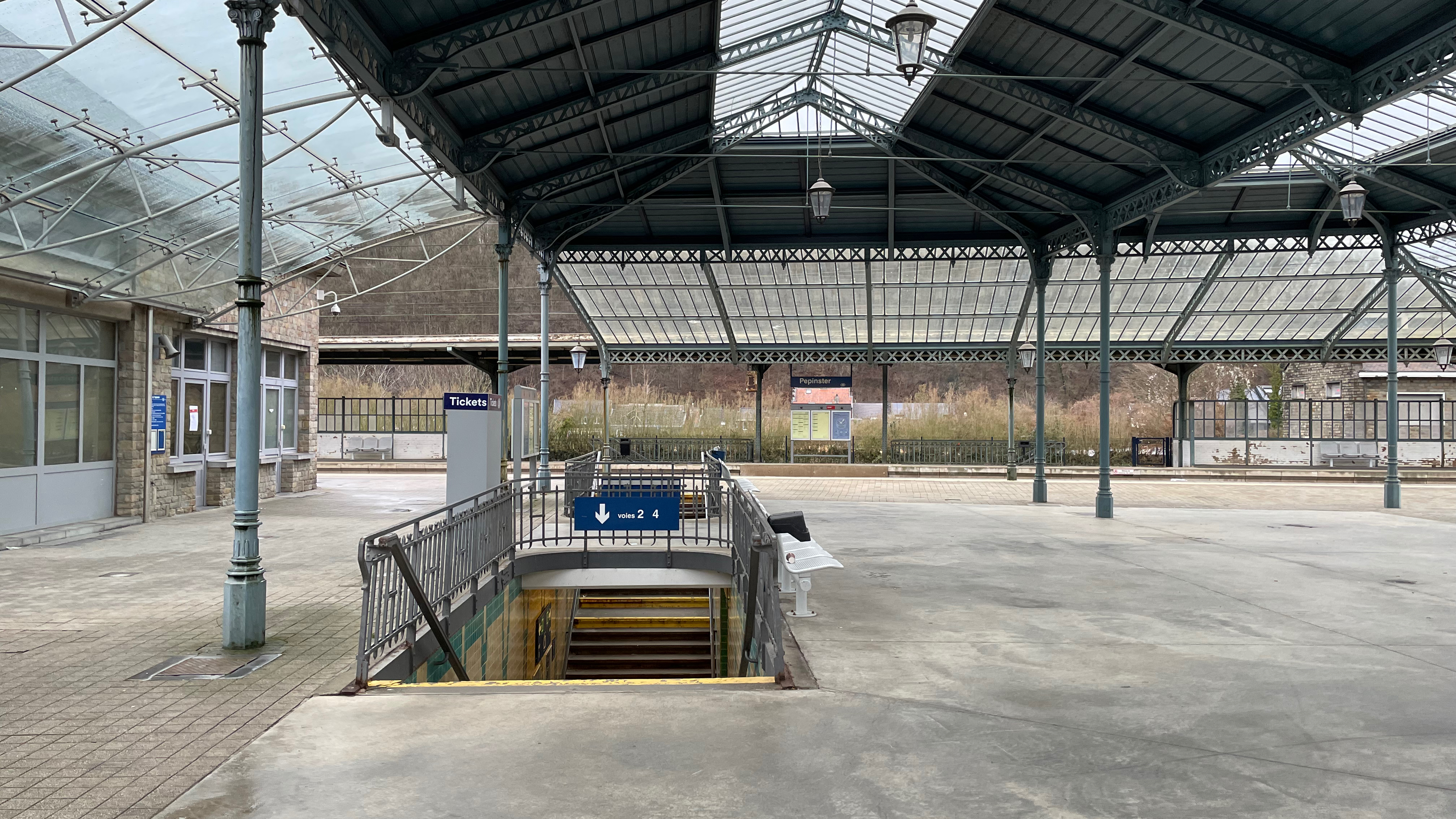
Verrière de la marquise.
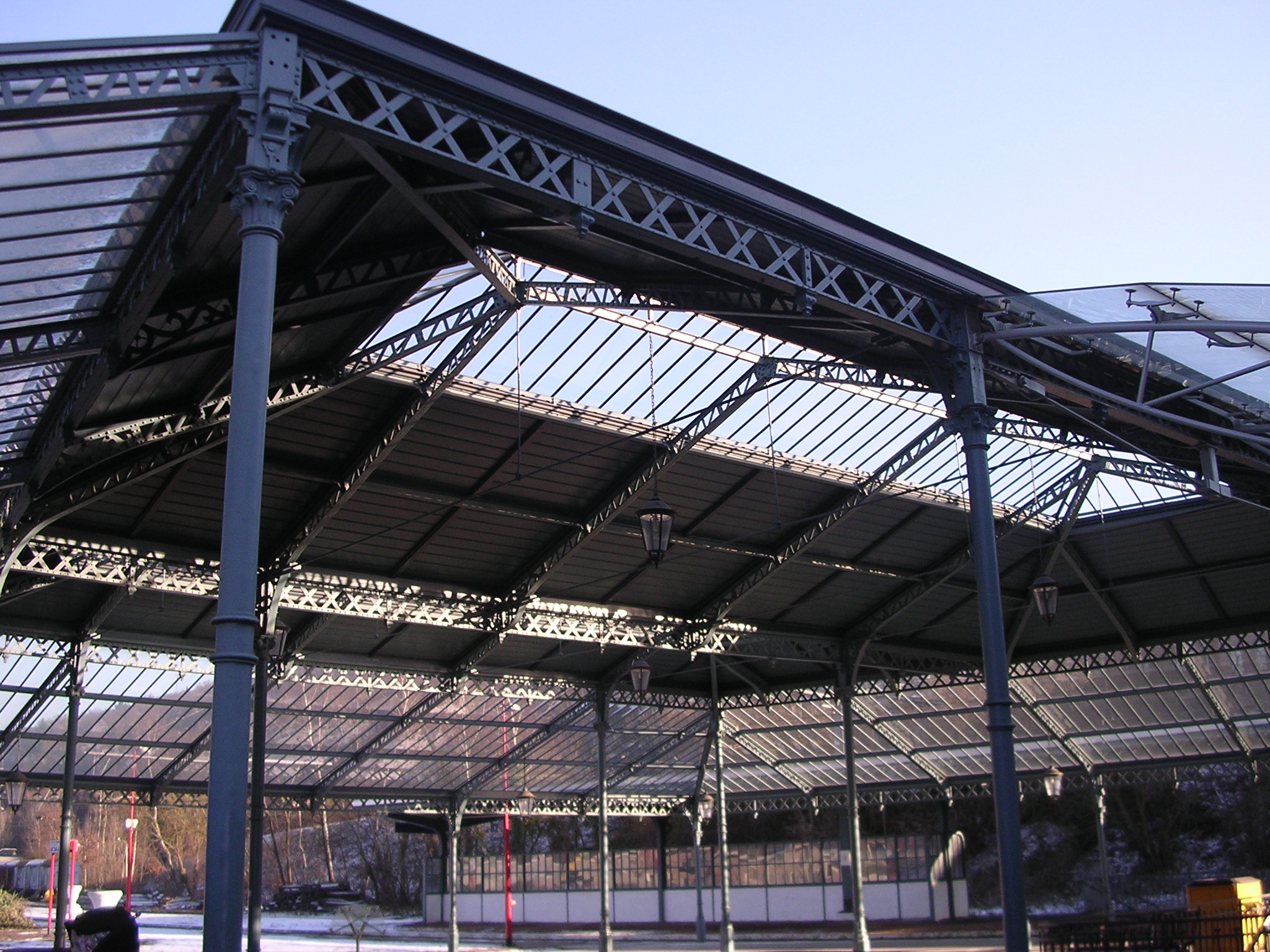
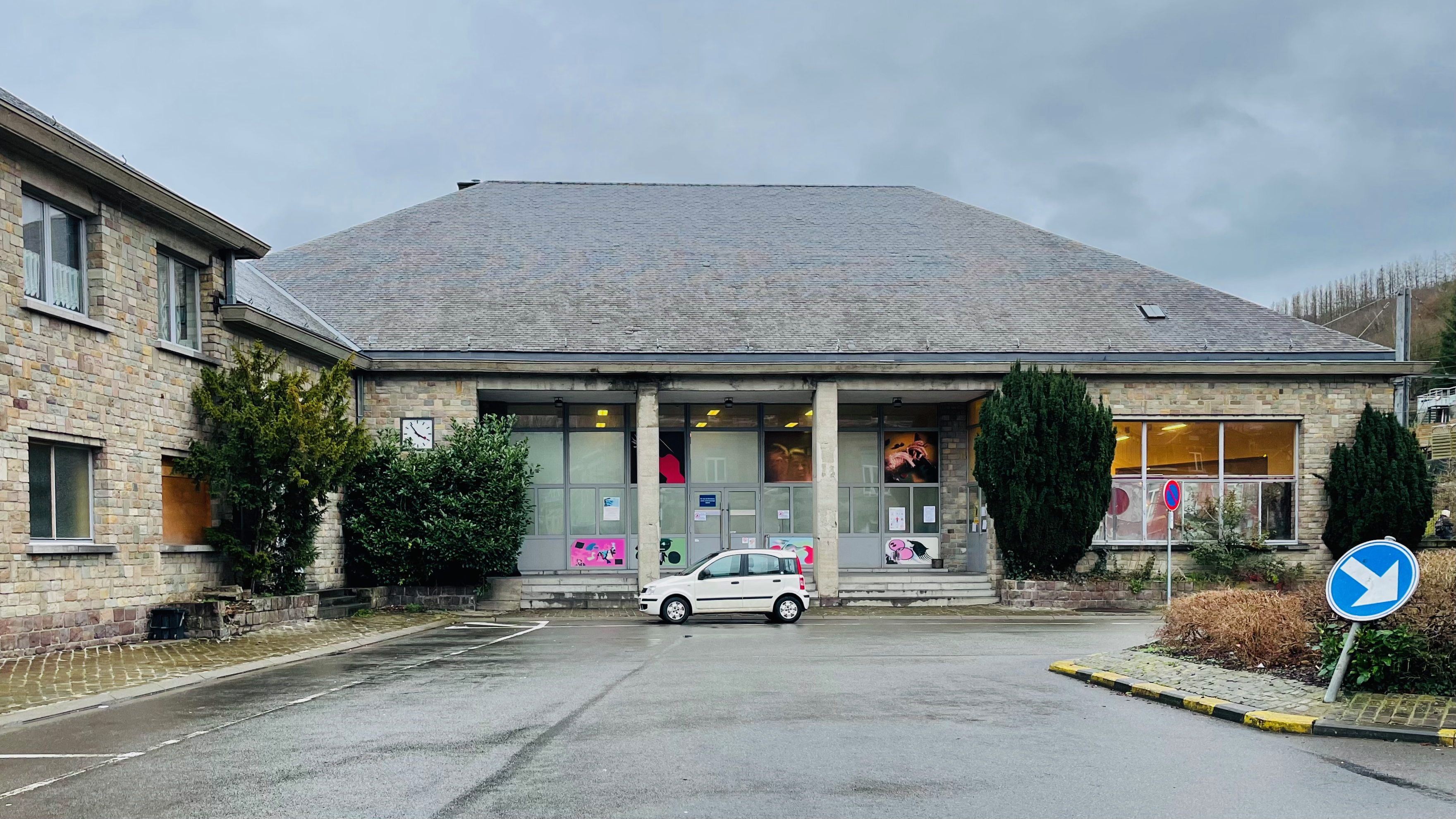
Bâtiment de la gare.
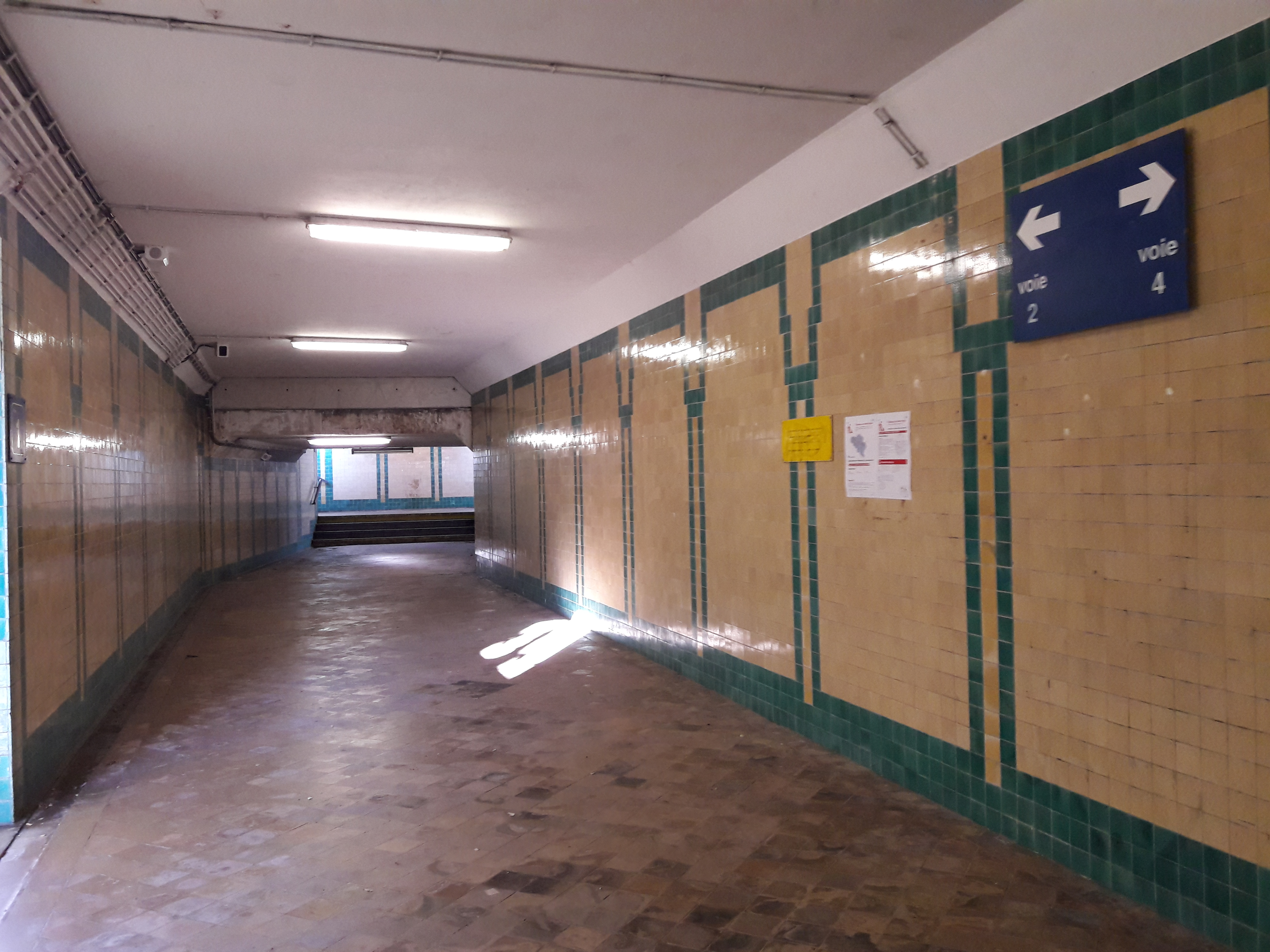
Couloir sous voies.
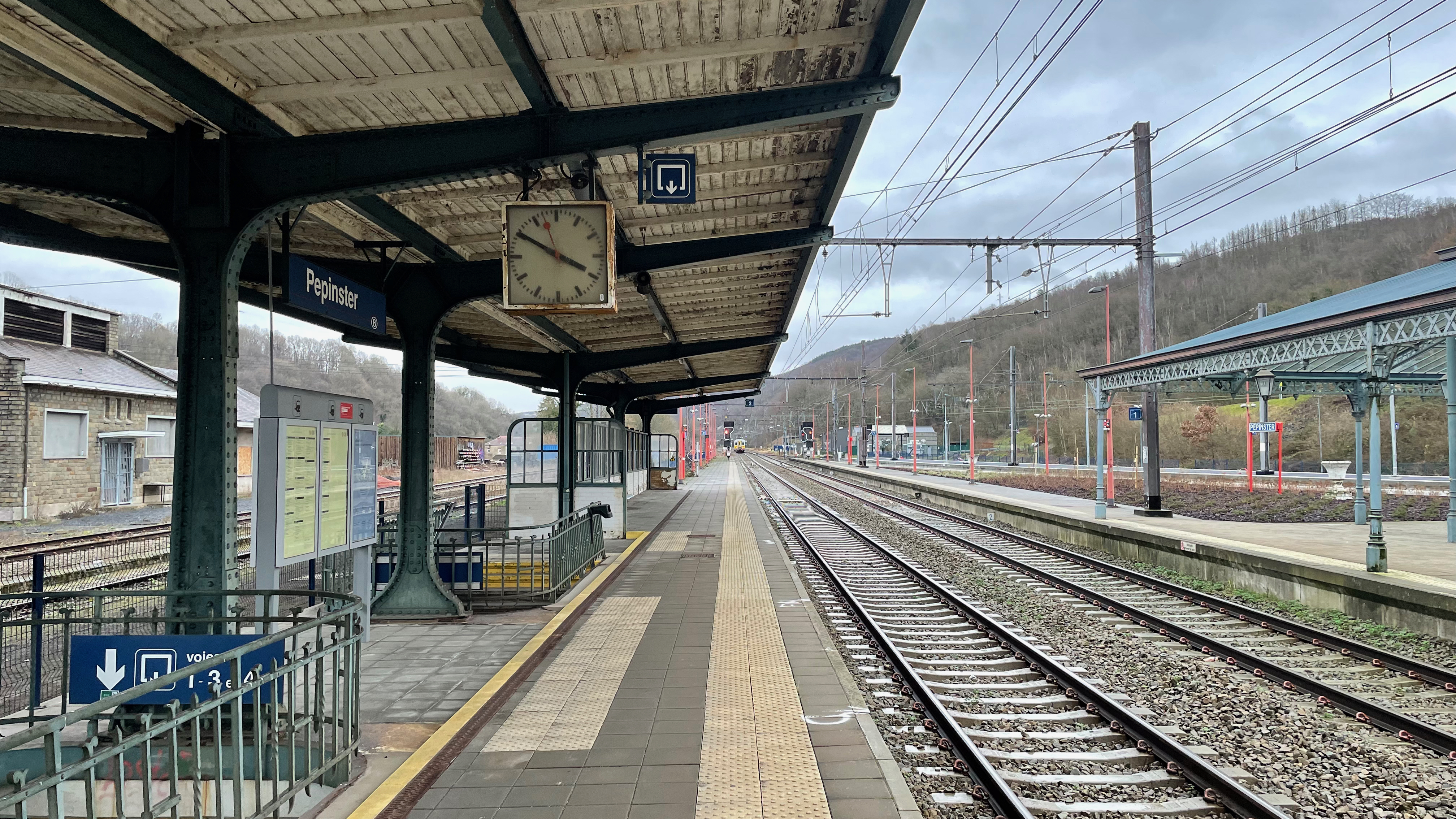
Quai vers Verviers.
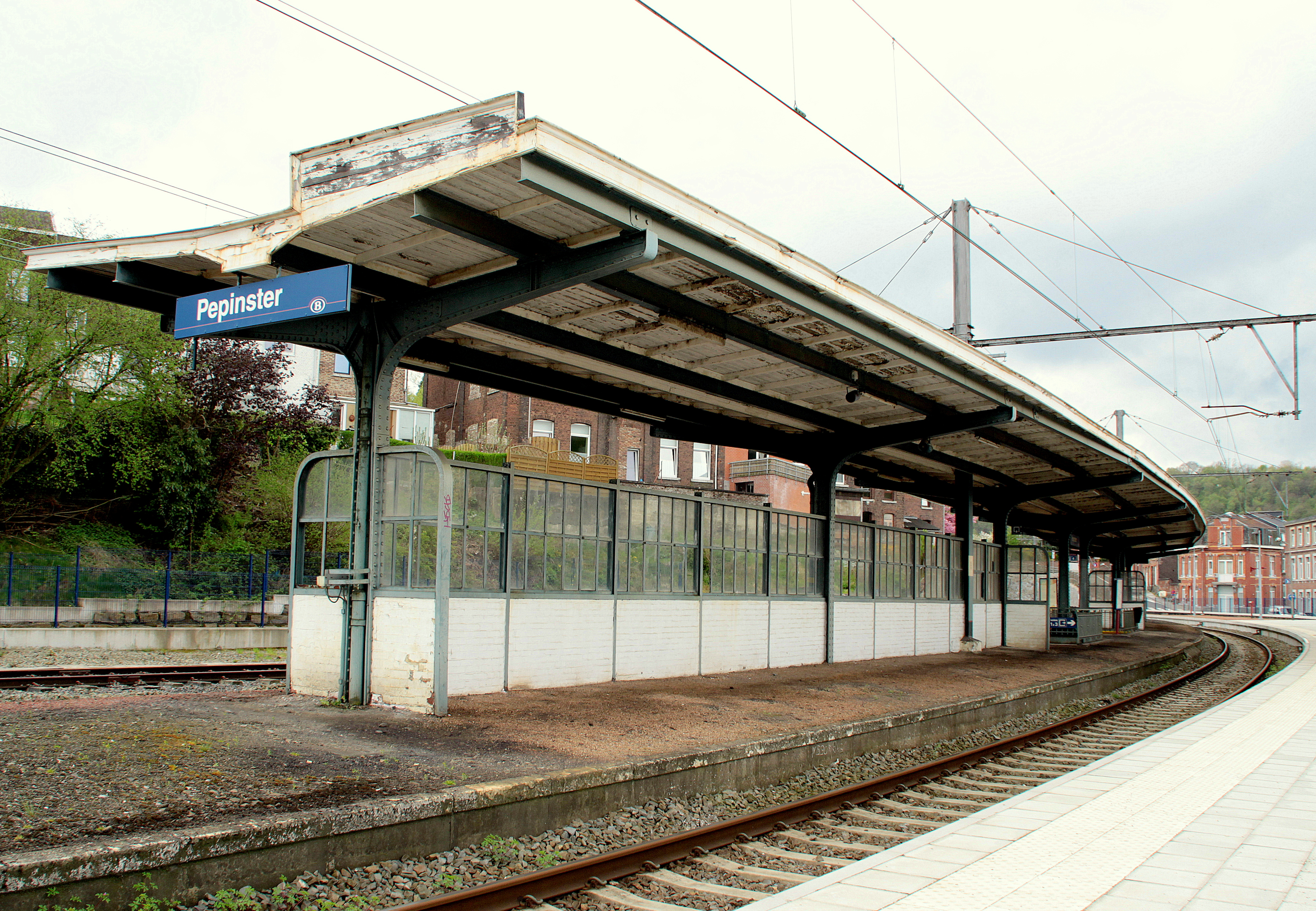
Ancien quai vers Spa.